# Festival international du film d'animation d'Hiroshima
Le Festival international du film d'animation d'Hiroshima (広島国際アニメーションフェスティバル, Hiroshima Kokusai animēshon fesutibaru) est un festival de films d'animation biannuel créé en 1985 et se déroulant à Hiroshima, au Japon, durant le mois d'août.

## Principaux prix
En 2012, le festival compte cinq grands prix et dix prix spéciaux.
- Grand Prix (1 000 000 yens)
- Prix d'Hiroshima (1 000 000 yens)
- Prix du premier film (500 000 yens)
- Prix Renzo Kinoshita (300 000 yens)
- Prix du public

### Palmarès du Grand prix
L'obtention du Grand prix sélectionne l'œuvre pour l'Oscar du meilleur film d'animation.
| Année | Titre français                      | Réalisateur                       | Pays             |
| ----- | ----------------------------------- | --------------------------------- | ---------------- |
| 1985  | Le Film cassé                       | Osamu Tezuka                      | Japon            |
| 1987  | L'Homme qui plantait des arbres     | Frédéric Back                     | Canada           |
| 1990  | The Cow                             | Alexandre Konstantinovitch Petrov | Union soviétique |
| 1992  | The Sandman                         | Paul Berry                        | Royaume-Uni      |
| 1994  | Le Fleuve aux grandes eaux          | Frédéric Back                     | Canada           |
| 1996  | Repete                              | Michaela Pavlátová                | Tchéquie         |
| 1998  | La Vieille Dame et les Pigeons      | Sylvain Chomet                    | France           |
| 2000  | When the Day Breaks                 | Wendy Tilby and Amanda Forbis     | Canada           |
| 2002  | Père et Fille (Father and Daughter) | Michaël Dudok De Wit              | Pays-Bas         |
| 2004  | Le Mont Chef                        | Kōji Yamamura                     | Japon            |
| 2006  | Milch                               | Igor Kovalyov                     | États-Unis       |
| 2008  | A Country Doctor                    | Kōji Yamamura                     | Japon            |
| 2010  | Angry Man                           | Anita Killi                       | Norvège          |
| 2012  | I Saw Mice Burying a Cat            | Dmitry Geller                     | Russie           |
| 2014  | The Bigger Picture                  | Daisy Jacobs                      | Royaume-Uni      |
| 2016  | The Empty                           | Jeong Dahee                       | Corée du Sud     |
| 2018  | The Blissful Accidental Death       | Sergiu Negulici                   | Roumanie         |
| 2020  | Daughter                            | Daria Kashcheeva                  | Russie Tchéquie  |